# Pilea subcrenata
Pilea subcrenata är en nässelväxtart som beskrevs av Carl Ludwig von Blume. Pilea subcrenata ingår i släktet pileor, och familjen nässelväxter. Inga underarter finns listade i Catalogue of Life.